# Halloween Kills
Halloween Kills ist ein US-amerikanischer Horrorfilm von Regisseur David Gordon Green aus dem Jahr 2021. Der Film lief am 15. Oktober in den US-amerikanischen und am 21. Oktober 2021 in den deutschen Kinos an. Es handelt sich um eine Fortsetzung zu Halloween aus dem Jahr 2018 und um den insgesamt zwölften Teil der Halloween-Filmreihe. 2022 folgte Halloween Ends.

## Handlung
In einer Rückblende ins Jahr 1978 erschießt Officer Frank Hawkins versehentlich seinen Partner, als sie Michael Myers fangen wollen. Jedoch hindert er Myers Psychiater Dr. Sam Loomis daran, diesen zu töten.
40 Jahre später wird er von Myers neuem Psychiater attackiert und landet im Krankenhaus, wo er bereut, dass er Michaels Exekution verhindert hat.
Währenddessen feiern die Bewohner Haddonfields, darunter mehrere Überlebende von Myers erstem Angriff, in einer Kneipe den 40. Jahrestag von dessen Gefangennahme und stoßen auf Laurie Strode an. Parallel rückt die Feuerwehr an, um Strodes Haus zu löschen. Als ein Feuerwehrmann von ihnen in den Keller fällt, stürzt die Wand ein, hinter der Michael Myers eingesperrt war und er entkommt. Dieser tötet die Feuerwehrleute nacheinander mit deren Rettungsgeräten und fährt in einem Feuerwehrwagen nach Haddonfield zurück.
Laurie Strode befindet sich derweil im Haddonfield Memorial Hospital, wo sie sich von ihren Verletzungen erholt, während Karen und Allyson bei ihr sind. Tommy Doyle, ebenso ein Überlebender der Horrornacht 1978, versammelt einen Selbstjustiz verlangenden Lynchmob wütender Bürger um sich, die Myers jagen und töten wollen. Gleichzeitig erfährt Karen, dass Myers noch lebt, beschließt aber, es ihrer Mutter zu verheimlichen, die sich inzwischen mit Hawkins austauscht.
Während Allyson mit ihrem Exfreund, Tommy und Co. die Bürger Haddonfields auffordert, in ihren Häusern zu bleiben, beginnt Myers mit dem Töten weiterer Menschen. Sein Ziel ist das Elternhaus. Parallel wird Laurie über Myers Überleben informiert und trifft auf Sheriff Leigh Brackett, dessen Tochter zu Myers ersten Opfern zählte.
Der Mob macht unterdessen Jagd auf einen entflohenen Patienten aus der forensischen Heilanstalt Smith's Grove, den die tobenden Menschen irrtümlich für Myers halten, weshalb der geistig verwirrte Patient ins Krankenhaus Haddonfield Memorial Hospital (HMH) flüchtet. Mit dem rasenden Mob hinter sich, der brüllend durch das Treppenhaus im Hospital stürmt, sieht der verunsicherte Patient keinen anderen Ausweg, als Selbstmord zu begehen, indem er vor Panik durch ein Fenster in die nächtliche Tiefe springt. Der echte Myers hält sich derweil in seinem Elternhaus auf und tötet dort Allysons Exfreund, als er mit Allyson das Haus untersucht. Als Myers versucht, Allyson zu töten, schreitet Karen im letzten Moment ein und verletzt den maskierten Killer mit einer Heugabel, stiehlt dessen Maske und lockt ihn von ihrer Tochter weg.
Auf der dunklen Straße stellen die erbosten Bürger den Widersacher Myers, der sich im Scheinwerferlicht von vorfahrenden Autos umstellt sieht. Anschließend schlagen die Bürger wutentbrannt mit Knüppeln auf Michael Myers ein und schießen ihn mit einem Revolver nieder, bis Myers regungslos und scheinbar tot auf dem Asphalt liegt. Allerdings erhebt er sich nach kurzer Zeit wieder und tötet den gesamten Mob, darunter Brackett und Tommy. In diesem Moment gewinnt Laurie Strode die Erkenntnis, dass es sich bei ihrem sadistischen Bruder Michael um eine Person mit übernatürlicher Widerstandskraft handelt, deren Kräfte sich von Mord zu Mord, die Michael Myers wahllos begeht, immer stärker ausprägen. In diesem Zusammenhang scheint sich der Fluch von Michael Myers von der Angst seiner Mitmenschen zu nähren. Auf diese Weise stiftet der berüchtigte Serienmörder um sich greifendes Chaos in der Bevölkerung. Während Allyson medizinische Versorgung erhält und Laurie besorgt aus dem Fenster ihres Krankenzimmers schaut, begibt sich Karen zurück in Myers Haus und wird dort von ihm niedergestochen und schließlich getötet.

### Alternatives Ende
Die besorgte Laurie Strode versucht Karen anzurufen, nicht wissend, dass diese getötet wurde. Stattdessen geht Michael Myers ans Telefon und als Laurie sein charakteristisches Atmen hört, versteht sie, was passiert ist. Daraufhin nimmt sie ein Messer und verlässt das Krankenzimmer.

## Produktion

### Entstehungsgeschichte
Erstmals wurde im Oktober 2018 berichtet, dass sich eine Fortsetzung zu Halloween in Entwicklung befinden soll, nachdem David Gordon Green und Danny McBride zuvor in Erwägung gezogen hätten, eine Trilogie zu inszenieren und zwei Filme back-to-back zu drehen. Im Juli 2019 wurden schließlich zwei Fortsetzungen zu Halloween (2018) angekündigt, die im Oktober 2020 und 2021 unter den Titeln Halloween Kills und Halloween Ends erscheinen sollen. Als Regisseur fungiert Green, der zusammen mit McBride und Scott Teems für das Drehbuch verantwortlich ist. Produziert wird der Film von Jason Blum, Malek Akkad und Bill Block für die Produktionsunternehmen Trancas International Films, Miramax und Blumhouse Productions. Äußerungen von Green zufolge war es von Anfang an der Plan, zwei Halloween-Filme gleichzeitig umzusetzen. Später entschied man sich jedoch dazu, zunächst den Erfolg von Halloween aus dem Jahr 2018 abzuwarten. Als dieser erfolgreich an den Kinokassen lief, wurde die Idee für einen zweiten Teil wieder aufgegriffen und schließlich sogar auf zwei Filme aufgeteilt. Beide Filme sollen so den Erzählstrang rund um Laurie Strode und Michael Myers zu einem Ende bringen. Dabei wirke der Film laut Produzent Jason Blum allerdings nicht wie der erste Film eines Zweiteilers, sondern sei ein alleinstehendes, rundes Werk, auch wenn der Zuschauer am Ende wüsste, wohin die Fortsetzung Halloween Ends gehen werde. Im Zentrum der Geschichte werde die vom Vorgängerfilm gezeichnete Allyson Strode stehen, die zusammen mit den Einwohnern Haddonfields versuche, mit der eigenen Entrüstung über die Rückkehr des Bösen in die einst so ruhige Stadt umzugehen.

### Besetzung
Als erstes Castmitglied wurde Jamie Lee Curtis angekündigt, die die Rolle der Laurie Strode zum sechsten Mal verkörpern wird. Auch Nick Castle kündigte seine Rückkehr an, wodurch er zum insgesamt dritten Mal als Michael Myers zu sehen sein wird. Diese Rolle teilte er sich erneut mit James Jude Courtney, der sich in den meisten Szenen unter der ikonischen Maske befindet. Castle absolvierte hingegen Tonaufnahmen im Studio, so unter anderem Atemgeräusche. Zudem sollen Judy Greer und Andi Matichak ihre Rollen aus dem Vorgängerfilm erneut aufnehmen. Laut Curtis ist ein zentraler Aspekt der geplanten Halloween-Filme von Green das Thema Traumata. Bereits in Halloween (2018) visualisierte der Regisseur die Beeinträchtigungen auf das Leben von Laurie Strode nach den Ereignissen aus Halloween – Die Nacht des Grauens. In Halloween Kills werde man nun weitere Figuren aus dem Originalfilm zurückbringen und den Einfluss von Michael Myers auf ihr Leben thematisieren. So soll unter anderem Tommy Doyle einen Auftritt im Film haben. Da Paul Rudd, der diese Rolle in Halloween VI – Der Fluch des Michael Myers übernahm, aufgrund von Terminüberschneidungen mit den Dreharbeiten zu Ghostbusters: Legacy absagen musste, wurde sie mit Anthony Michael Hall neu besetzt. Außerdem wurde bekannt, dass Kyle Richards, Nancy Stephens und Charles Cyphers ihre Rollen aus dem Originalfilm erneut aufnehmen werden. Die von Richards verkörperte Lindsay Wallace soll dabei laut Curtis mehr in den Fokus des Filmes rücken. So werde die Figur sowohl emotional als auch physisch „buchstäblich durch die Hölle“ geschickt. Während Richards dafür fast vier Wochen Szenen filmte und sich dabei sogar die Nase brach, war Curtis hingegen nur wenige Tage am Filmset. Robert Longstreet soll Lonnie Elam spielen, der in Halloween (1978) noch von Brent Le Page verkörpert wurde und dort den jungen Tommy Doyle schikaniert. Lonnie ist zudem der Vater von Cameron Elam, der in Halloween (2018) der Freund von Allyson Strode ist. Longstreet äußerte sich über den Film, er werde der „widerwärtigste und erschütterndste“ aus der gesamten Filmreihe. Zudem verriet er über seine Rolle, dass Lonnie mit seiner eigenen Vergangenheit hadere und mittlerweile „Alkohol und Drogen“ zugetan sei. Wie im Vorgängerfilm soll Jibrail Nantambu die Rolle des Julian spielen. Für die Filmmusik ist zum fünften Mal bei einem Halloween-Film John Carpenter verantwortlich.

### Dreharbeiten und Veröffentlichung
Die Dreharbeiten begannen am 12. September 2019 unter dem Arbeitstitel Mob Rules in der Hafenstadt Wilmington in North Carolina. Als Kameramann fungiert dabei Michael Simmonds, der diese Funktion bereits beim Vorgängerfilm übernahm. Erste Aufnahmen erfolgten am späten Nachmittag und Abend mit einer Szene eines Nachrichtenreporters. In der Woche vom 23. bis zum 27. September drehte man während der Dreharbeiten, welche täglich von 3 Uhr nachmittags bis 8 Uhr morgens stattgefunden haben, im Wallace Park und auf verschiedenen Straßen Dialog- und Actionszenen, bei denen auch Schüsse simuliert wurden. Wie durch Setfotos bekannt wurde, wird auch das fiktive Haddonfield Memorial Hospital, Schauplatz von Halloween II – Das Grauen kehrt zurück, eine Kulisse im Film sein. Am 3. November 2019 wurden die Dreharbeiten nach nur 36 Drehtagen abgeschlossen.
Erste Testscreenings erfolgten am 30. Januar 2020 in Los Angeles. Der Film sollte ursprünglich am 15. Oktober 2020 in die deutschen und am darauffolgenden Tag in die US-amerikanischen Kinos kommen. Im Zuge der COVID-19-Pandemie wurde der US-Starttermin im Juli 2020 allerdings auf den 15. Oktober 2021 verschoben. Gleichzeitig wurde ein erster Teaser veröffentlicht, ein zweiter folgte am 29. Oktober 2020. Der deutsche Kinostart erfolgte am 21. Oktober 2021. Mit dem deutschen Heimkinostart im Februar 2022 soll zudem ein Extended Cut des Films veröffentlicht werden, der im Vergleich zur Kinofassung rund drei Minuten länger ist.

## Synchronisation
Die deutschsprachige Synchronisation entstand unter der Dialogregie von Marius Clarén bei FFS Film- & Fernseh-Synchron.
| Rolle                 | Schauspieler         | Synchronsprecher     |
| --------------------- | -------------------- | -------------------- |
| Tommy Doyle           | Anthony Michael Hall | Oliver Stritzel      |
| Laurie Strode         | Jamie Lee Curtis     | Karin Buchholz       |
| Karen Nelson          | Judy Greer           | Tanja Geke           |
| Allyson Nelson        | Andi Matichak        | Daniela Molina       |
| Lonnie Elam           | Robert Longstreet    | Sven Brieger         |
| Lindsay Wallace       | Kyle Richards        | Victoria Sturm       |
| Marion Chambers       | Nancy Stephens       | Katharina Lopinski   |
| Officer Frank Hawkins | Will Patton          | Erich Räuker         |
| Leigh Brackett        | Charles Cyphers      | Frank Ciazynski      |
| Sheriff Barker        | Omar Dorsey          | Matti Klemm          |
| Deputy Graham         | Brian F. Durkin      | Martin Kautz         |
| Dr. Samuel Loomis     | Colin Mahan          | Kaspar Eichel        |
| Marcus                | Michael Smallwood    | Leonhard Mahlich     |
| Little John           | Michael McDonald     | Oliver Feld          |
| Phil                  | Lenny Clark          | Klaus-Dieter Klebsch |
| Sondra                | Diva Tyler           | Beate Gerlach        |
| Brian der Barbesitzer | Brian Mays           | Lutz Schnell         |
| Mindy                 | Giselle Witt         | Julia Bautz          |
| Nachrichtensprecher   | Jonathan Bruce       | Frank Röth           |

## Rezeption

### Altersfreigabe
In den Vereinigten Staaten erhielt Halloween Kills von der MPA aufgrund starker sowie blutiger Gewalt, verstörenden Bildern, der Sprache und Drogenkonsum ein R-Rating. In Deutschland erhielt der Film von der FSK sowohl in der Kinofassung als auch im Extended Cut keine Jugendfreigabe.

### Kritiken
Rotten Tomatoes stuft 40 % der 248 gelisteten Kritiken als positiv ein (Stand November 2021). Größtenteils einig seien sie sich darin, dass der Film zwar Fans brutaler Slasher-Filme gefallen könne, die Reihe aber nicht erheblich voranbringe.
Das Lexikon des internationalen Films urteilte: „Der Film ist nicht mehr als eine Aneinanderreihung wahlloser blutiger Morde an Figuren ohne jegliches Profil. Im Motiv der mordbereiten Bürgerwehr klingt eine Kritik daran an, wie Gewalt Angst und Angst neue Gewalt erzeugt; dieser Ansatz bleibt indes vage und wird nicht konsequent verfolgt.“

## Trivia
- Während Little John in der Küche das Abendessen zubereitet, singt und tanzt sein Partner Big John in seinem Zimmer bei einem laufenden Schallplattenspieler zu dem Song „Stop, look & listen, it's Halloween“ von Pete Antell.